# 三江街道 (永嘉县)
三江街道是中华人民共和国浙江省温州市永嘉县下辖的一个街道办事处。

## 行政区划
三江街道下辖以下村级行政区划单位：
江头村、仙山村、后江村、三江浦东村、宁浦村、长岙村、梅园村、新建村、芦田村、罗溪村、行禅村、芦黄村、缪北村、龙川村、木桥村、北岙村、龙头村、龙下村、启灶村、山后村、南岙村、半岭村、仙客村、陈家坑村、箬隆村、箬岙底村、挂彩村和开垟村。

## 三江教堂强拆事件
位于温州市永嘉县三江街道的三江教會因為老教堂太小遠遠不敷應用，而且已有結構老化危險，從2003年起籌建新教堂。2009年與三江片開發建設指揮部達成協議，在一處半山腰上建造新教堂。新堂建造初期，指揮部官員表示三江片只會有一座教堂，建議新堂擴大規模，教會於是更改圖紙，加大建造面積。不過，教會奔走長達十年後，卻仍未得到政府正式審批通過。
2013年10月浙江省委書記夏寶龍視察時，看到將要建成的三江教堂，頂端的十字架很顯眼，深感不滿，查問教堂是否有規劃。由於三江教堂的手續不全，縣政府便要求教會暫時拆去十字架，但是教會拒絕，從11月13日起靜坐抗議。
2014年初，夏寶龍親自指令徹查三江教會賬目和違章，政府開始以違章為由對教會施壓。支持建堂的三江片建設指揮部，與三江教會交涉不果。政府下達違章停建通知書，三江街道隸屬的甌北鎮規劃部三名官員，被指「監管不力」而受到拘留。政府又威脅教會若不取下十字架，便會炸平作為養老院的新堂附屬樓。3月31日，教會召開信徒大會，決定主動取下十字架，接受整改，但是有些信徒堅持寧願主堂被拆毀，也不屈從取下十字架，教會負責人便放棄原來決定。
其後兩日溫州各地教會信徒，來到三江抗議政府強拆，人數最多時達五千人。4月3日，政府派出爆破隊、特警、公安、交警到三江教堂強拆，但最後一刻行動取消。事件引起國際媒體關注，英國《每日電訊報》及BBC到場採訪。教會與縣政府談判後，同意4月22日前將附屬樓拆至兩層，主堂高度與政府協商後整改。然而，其後教會與政府出現意見分歧，政府要求將十字架改為掛在立面上，教會則要將十字架從尖頂改為立在鐘樓上。
4月21日，政府出動交警，封鎖教堂附近道路。信徒見狀，紛紛趕至支援。溫州市各教會呼籲信徒為三江教會禁食禱告。三江教會有多名長老和信徒被警方拘留或傳喚。也有消息指政府派出閒雜人假扮信徒，企圖強佔教會，製造衝突，藉詞出動公安清場。23日，浙江省基督教兩會發表《浙江省基督教界支持「三改一拆」倡議書》，使信徒大為失望。26日，當地教會與江北牧區負責人受政府恐嚇，若不疏散信徒，就將聚會定性為「邪教」，取締牧區，且清場時如有衝突，會被定性為「社會暴亂」。於是牧區與當地教會的負責人驅趕在場信徒，有信徒遭打傷，許多外地信徒因此離開。至27日凌晨，只有數十人留守教會。
2014年4月28日，凌晨五時，政府出動過千名武警，包圍教堂附近一兩公里地方，驅散尚餘的少數人群，遮罩電訊信號，出動了數台重型機車強拆教堂主體建築。在晚上8時35分，歷時十年興建，曾獲政府譽為「樣板工程」的三江教會新堂，被完全夷為平地。教會長老被控以「非法佔用農用地罪」。